# (266887) Wolfgangries
(266887) Wolfgangries est un astéroïde de la ceinture principale.

## Description
(266887) Wolfgangries est un astéroïde de la ceinture principale. Il fut découvert le 19 novembre 2009 à Gaisberg par Richard Gierlinger. Il présente une orbite caractérisée par un demi-grand axe de 2,61 UA, une excentricité de 0,17 et une inclinaison de 3,4° par rapport à l'écliptique.

## Compléments